# Rio Cireş
O Rio Cireş é um rio da Romênia, afluente do Coţatcu, localizado no distrito de Vrancea.